# Rovato
Rovato (lombardul: Roàt, helyi nyelvjárásban: Ruàt) település Olaszországban, Lombardia régióban, Brescia megyében. Lakosainak száma 19 277 fő (2023. január 1.). Rovato Berlingo, Castrezzato, Cazzago San Martino, Coccaglio, Travagliato, Trenzano és Erbusco községekkel határos.

## Népesség
A település lakossága az elmúlt években az alábbi módon változott:
| Lakosok száma | 19 132 | 19 223 | 19 277 |
|               | 2017   | 2018   | 2023   |